# Pablo de Loyola
Pablo de Loyola (n. en Portillo, Castilla la Vieja, España, c. 1636 - m. en México el 17 de mayo de 1705) fue un militar y religioso español, pariente de San Ignacio de Loyola, que fue gobernador de la Provincia de Nicaragua.

## Carrera militar
En su juventud cursó la carrera de las armas, desde 1659. Comenzó su servicios en las islas Canarias., en la compañía de infantería española que custodiaba el castillo de Santa Cruz de Tenerife. En 1662 pasó a servir en el ejército de Galicia, como capitán reformado y ayudante de maestre de campo. Participó en diversos hechos de armas en la guerra contra Portugal. En 1669 pasó a Madrid como alférez de una compañía. Además fue caballero de la Orden de Santiago.  

## Gobernador de Nicaragua
En 1673 la reina regente doña Mariana de Austria lo designó como gobernador de Nicaragua, en reemplazo de Antonio de Temiño y Dávila. Desempeñó ese cargo de 1675 a 1681 y actuó con tanta bondad y desinterés que fue apodado "el gobernador santo". 
Participó en la construcción de una fortificación en la boca del río San Juan, para lo cual remitió maestros y oficiales, herramientas, materiales, armas y municiones a lo largo de los dos años que duró la obra. 
En 1676 el corsario inglés William Wright atacó y saqueó la ciudad de Nueva Segovia y después intentó invadir Costa Rica, pero fue derrotado por el gobernador Juan Francisco Sáenz Vázquez de Quintanilla. En 1677 el general Fernando Francisco de Escobedo, presidente de la Real Audiencia de Guatemala lo comisionó para pasar a Costa Rica y efectuar una investigación sobre las actuaciones de Sáenz, pero Loyola se excusó debido a sus responsabilidades con respecto a la defensa de Nicaragua.  
En 1679 el obispo de Nicaragua monseñor Andrés de las Navas y Quevedo y el cabildo de la ciudad de León, capital de Nicaragua, escribieron al rey Carlos II para exaltar su desempeño como gobernador. 
En 1681 le sucedió Antonio Coello de Portugal.

## Religioso jesuita
Concluido su desempeño, y deseoso de mayor tranquilidad, se dirigió a México, y en 1688 profesó en la Compañía de Jesús, en la capilla del colegio de Tepozotlán, como coadjutor temporal. Sirvió quince años como portero en el colegio máximo de San Pedro y San Pablo, de la orden jesuita. En los ratos de ocio que le permitían sus ocupaciones, escribió varios libros ascéticos, entre ellos Leyes de la esposa: ápices del casto amor; y fruto cogido del Árbol de la vida y Materias ascéticas del hermano Pablo de Loyola.